# SNORD64
آران‌ای SNORD64 کوچک هسته‌ای (انگلیسی: Small nucleolar RNA SNORD64) که با نام HBII-13 هم شناخته می‌شود، یک مولکول RNA غیر-کدکننده است که در بیوژنز (اصلاح و تعدیل) RNA کوچک هسته‌ای نقش دارد. این اصلاح و تعدیل در هستک سلول‌های یوکاریوت صورت می‌پذیرد. به RNA کوچک هسته‌ای، «راهنمای RNA» هم گفته می‌شود.
مولکول SNORD64 بیشتر در سلول‌های بافت مغز و کمی نیز در ریه‌ها، کلیه، و ماهیچه‌ها تولید می‌شود، اما هنور معلوم نشده که «RNA هدف» آن کدام است. مکان این مولکول در اینترون 460 kb از واحد رونویسی ژنی SNURF-SNRNP-UBE3A AS است که از پدر به ارث می‌رسد.